# Currie Cup 1994
La Currie Cup de 1994 fue la quincuagésima sexta edición del principal torneo de rugby provincial de Sudáfrica.
El campeón fue el equipo de Transvaal quienes obtuvieron su octavo campeonato.

## Clasificación
| Pos. | Equipo             | Encuentros | Encuentros | Encuentros | Encuentros | Tantos | Tantos | Tantos | Puntos |
| Pos. | Equipo             | PJ         | PG         | PE         | PP         | F      | C      | Dif    | Puntos |
| ---- | ------------------ | ---------- | ---------- | ---------- | ---------- | ------ | ------ | ------ | ------ |
| 1.º  | Free State         | 10         | 7          | 0          | 3          | 283    | 265    | +18    | 14     |
| 2.º  | Transvaal          | 10         | 6          | 0          | 4          | 276    | 237    | +39    | 12     |
| 3.º  | Western Province   | 10         | 5          | 0          | 5          | 267    | 190    | +77    | 10     |
| 4.º  | Natal              | 10         | 4          | 0          | 6          | 231    | 208    | +23    | 8      |
| 5.º  | Northern Transvaal | 10         | 4          | 0          | 6          | 245    | 321    | -76    | 8      |
| 6.º  | Eastern Province   | 10         | 4          | 0          | 6          | 236    | 317    | -81    | 8      |

|  | Finalistas. |

### Final
| 1 de octubre | Free State | 33 - 56 | Transvaal | Free State Stadium, Bloemfontein |  |

### Campeón
| Bandera de Sudáfrica |
| Campeón Transvaal    |
| Octavo título        |